# Mikrofabriker
En mikrofabrik är en liten till medelstor, högautomatiserad och tekniskt avancerad tillverkningsenhet, som har ett brett spektrum av processfunktioner. Vanligtvis är det en tillverkningsanläggning vars produktion kan skalas upp genom att replikera sådana inställningar i stort antal. Mikrofabriker kräver mindre energi, mindre material och en liten arbetskraft på grund av de högteknologiska automatiserade processerna. Begreppet mikrofabrik främjar också miniatyrisering av produktionsutrustning och system enligt produktdimensionen. Detta hjälper till att minska storleken på fabriken, som i sin tur behöver mindre kapital, samt sänker driftskostnaderna. Sedan utvecklingen av det första mikrofabrikskonceptet 1990 har det bevittnat tekniska framsteg och har hittat applikationer i flera kommersiella tillverkningsprocesser.

## Olika Mikrofabriker
Allt fler företag börjar använda sig av mikrofabriker för sin tillverkning. Företaget Arrival ska använda sig av 1000 mikrofabriker runt om i världen för att kunna tillverka 10.000 eldrivna skåpbilar. Företaget Wayout International AB utvecklar och levererar nyckelfärdiga mikrofabriker för miljövänlig lokalproduktion av kommersiell dryck. Wayouts mikrofabriker renar alla typer av vatten – till och med avsaltar havsvatten. Inom tillverkning av textil börjar mikrofabriker att bli mer vanligt.